# Álvaro Zamora
Álvaro José Zamora Mata (* 9. März 2002 in San José) ist ein costa-ricanischer Fußballspieler.

## Karriere

### Verein
Im Sommer 2017 wechselte er von der U17 des LD Alajuelense erst einmal in die Academy von Orlando City in den USA. Von hier kehrte er für die U20 dann wieder in sein Heimatland zurück und spielte diesmal in dieser Stufe bei CS Herediano. Diese wiederum verliehen ihn Anfang 2020 zu Municipal Grecia, wo er dann auch sogar in zwei Spielen der laufenden Apertura der Primera División zum Einsatz kam. Danach kehrte er jedoch nicht wieder zu Herediano zurück, sondern wechselte in die U20 von Municipal Pérez Zeledón, hier kam er dann sogar auch ein paar Mal zu Kurzeinsätzen für die erste Mannschaft. Diesen gehörte er aber auch nur ein halbes Jahr an und so ging es für ihn in den U-Mannschaften weiter zur U20 des CD Saprissa. Diese verliehen ihm August 2021 bis Ende des laufenden Jahres bereits weiter zu CS Uruguay, über Einsätze ist von hier aber nichts bekannt. Nach seiner Rückkehr zu seinem Stammklub endete dann seine Odyssey durch die U20-Mannschaften und er wechselte fest in die erste Mannschaft von Saprissa.

### Nationalmannschaft
Sein Debüt in der costa-ricanischen Nationalmannschaft hatte er am 23. September 2022 bei einem 2:2-Freundschaftsspiel gegen Südkorea, hier wurde er zur zweiten Halbzeit für Gerson Torres eingewechselt. Anschließend kam er noch jeweils bei Freundschaftsspielen im September und November des Jahres zum Einsatz. Schließlich wurde er dann auch für den finalen Turnier-Kader bei der Weltmeisterschaft 2022 nominiert. Hier wurde er bei der 0:7-Auftaktniederlage gegen Spanien zum ersten Mal eingesetzt.